# Князь Мышкин
Князь Лев Никола́евич Мы́шкин — главный герой романа Фёдора Михайловича Достоевского «Идиот».

## Внешность
…молодой человек, тоже лет двадцати шести или двадцати семи, роста немного повыше среднего, очень белокур, густоволос, со впалыми щеками и с лёгонькою, востренькою, почти совершенно белою бородкой. Глаза его были большие, голубые и пристальные; во взгляде их было что-то тихое, но тяжёлое, что-то полное того странного выражения, по которому некоторые угадывают с первого взгляда в субъекте падучую болезнь. Лицо молодого человека было, впрочем, приятное, тонкое и сухое, но бесцветное…

## Образ
Главная мысль романа — изобразить положительного прекрасного человека. Труднее этого нет ничего на свете, а особенно теперь. Все писатели, не только наши, но даже все европейские, кто только ни брался за изображение положительно прекрасного, — всегда пасовал. Потому что эта задача безмерная. Прекрасное есть идеал, а идеал — ни наш, ни цивилизованной Европы ещё далеко не выработался.
В романе князь Мышкин описан как человек тихий, простой, смиренный; другим он кажется чудаковатым. Будучи взрослым человеком, он сохранил мироощущение ребёнка. Его доброта, нравственность, смирение противопоставляют Льва Николаевича другим персонажам романа; фактически он является воплощением христианской добродетели или даже олицетворением Иисуса Христа. По словам Достоевского, главное устремление князя — «восстановить и воскресить человека».
Отдельные черты образа Мышкина и детали его биографии взяты Достоевским из собственной жизни. В частности, Мышкин, как и сам писатель, болен эпилепсией. А. С. Долинин указывает на то, что отдельные эпизоды из жизни Мышкина напоминают об определённых сценах Евангелия, что подчёркивает параллель между Мышкиным и Христом.
В черновиках романа Мышкин упоминается как «князь Христов».

## Актёры, сыгравшие Мышкина

### На театральной сцене
- Иннокентий Смоктуновский в спектакле «Идиот» Большого драматического театра им. М. Горького (1957).
- Игорь Озеров в спектакле «Идиот» Большого драматического театра им. М. Горького (1960).
- Николай Гриценко в спектакле «Идиот» Театра им. Е. Вахтангова (1958)[3].
- Клаус Кински в балетной постановке «Идиот» 1952 года.
- Антон Авдеев в концертной версии мюзикла «Идиот» 2017, 2019 и 2021 годов.

### В кинематографе
- Андрей Громов в экранизации Петра Чердынина 1910 года.
- Вальтер Янсен в немецком фильме «Irrende Seelen» (1921).
- Жерар Филип во французской экранизации Жоржа Лампена 1946 года.
- Масаюки Мори в японской экранизации Акиры Куросавы 1951 года, в фильме у Мышкина было имя Киндзи Камэда.
- Юрий Яковлев в экранизации Ивана Пырьева 1958 года.
- Франсис Юстер во французской экранизации Анджея Жулавского 1985 года, в фильме его звали Леон (французская форма имени Лев).
- Бандо Тамасабуро V в частичной экранизации 1994 года Анджея Вайды «Настасья». Тот же актёр (один из ведущих современных оннагата) исполнил и роль Настасьи Филипповны.
- Фёдор Бондарчук в современной экранизации-пародии Романа Качанова «Даун Хаус».
- Евгений Миронов в телесериале Владимира Бортко 2003 года.